# Marek Kryński
Marek Kryński (ur. 18 sierpnia 1971 w Olsztynie) – polski piłkarz, występujący na pozycji napastnika.

## Życiorys
Seniorską karierę rozpoczynał w Warfamie Dobre Miasto. W styczniu 1996 roku został zawodnikiem Świtu Nowy Dwór Mazowiecki. W sezonie 1997/1998 spadł z klubem do III ligi. Sezon 1999 spędził na grze w RoPS. W Veikkausliidze zadebiutował 2 maja w zremisowanym 1:1 spotkaniu z Kotkan TP. Ogółem wystąpił wówczas w 25 meczach ligowych, zdobywając w nich sześć goli. Po zakończeniu sezonu wrócił do Polski. Sezon 1999/2000 spędził na grze w Świcie Nowy Dwór Mazowiecki, Śląsku Wrocław i GLKS Nadarzyn. Ze Śląskiem awansował do I ligi. W rundzie jesiennej sezonu 2000/2001 był zawodnikiem GLKS Nadarzyn i Gwardii Warszawa, po czym ponownie przeszedł do RoPS. W sezonie 2001 zdobył dla fińskiego klubu dwa gole w 30 spotkaniach ligowych. Jego klub spadł wówczas z ligi. W rundzie jesiennej sezonu 2004/2005 był piłkarzem DKS Dobre Miasto, po czym przeszedł do OKS 1945 Olsztyn, gdzie zdobył trzy gole w 14 meczach III ligi. Następnie wrócił do DKS Dobre Miasto, w którym to klubie zakończył piłkarską karierę.

## Statystyki ligowe
| Sezon         | Klub                      | Liga          | Mecze | Gole |
| ------------- | ------------------------- | ------------- | ----- | ---- |
| 1995/1996 (w) | Świt Nowy Dwór Mazowiecki | II liga       | 8     | 1    |
| 1996/1997     | Świt Nowy Dwór Mazowiecki | II liga       | 32    | 4    |
| 1997/1998     | Świt Nowy Dwór Mazowiecki | II liga       | 33    | 8    |
| 1999          | Rovaniemen Palloseura     | Veikkausliiga | 25    | 6    |
| 1999/2000 (j) | Świt Nowy Dwór Mazowiecki | II liga       | 3     | 0    |
| 1999/2000 (w) | Śląsk Wrocław             | II liga       | 4     | 0    |
| 2001          | Rovaniemen Palloseura     | Veikkausliiga | 30    | 2    |
| 2004/2005 (w) | OKS 1945 Olsztyn          | III liga      | 14    | 3    |